# La Rouvière
La Rouvière är en kommun i departementet Gard i regionen Occitanien i södra Frankrike. Kommunen ligger i kantonen Saint-Chaptes som tillhör arrondissementet Nîmes. År 2022 hade La Rouvière 664 invånare.

## Befolkningsutveckling
Antalet invånare i kommunen La Rouvière
Referens:INSEE